# Плотниково (Сумская область)
Плотниково (укр. Плотникове) — село,
Чернобровкинский сельский совет,
Путивльский район,
Сумская область,
Украина.
Код КОАТУУ — 5923888107. Население по переписи 2001 года составляло 5 человек.

## Географическое положение
Село Плотниково находится на левом берегу реки Кубер; ниже по течению на расстоянии 3,5 км расположено село Стрельники, на противоположном берегу — село Пищиково.
На расстоянии 1 км от села Плотниково расположены сёла Суворово и Ильинское, в 3,5 км — город Путивль.